# Mr. X & Mr. Y
Mr. X & Mr. Y – muzyczny duet tworzący i wykonujący utwory w szeroko rozumianej muzyce elektronicznej (techno, house, electro) oraz muzyce hip-hop (gangsta rap, hardcore rap). Duet ten tworzą: WestBam oraz Afrika Islam. Znani również jako solowi artyści. Jako duet najczęściej kojarzeni z występami na żywo na takich imprezach jak Mayday, Love Parade, Soundtropolis czy Maxrave.

## Dyskografia
- New world order
- Free Me
- Viva La Revolution
- What's Up at the brotherfront
- Global Players
- This is a Journey into sound